# Stefan Dernbach
Stefan Dernbach (* 1962) ist ein deutscher Jurist. Seit 1. September 2023 ist er Präsident des Eisenbahn-Bundesamtes (EBA).

## Werdegang
Dernbach wuchs in Elz bei Limburg an der Lahn auf.
Dernbach studierte nach dem Abitur an der Justus-Liebig-Universität Gießen Rechtswissenschaften. Nach dem 2. juristischen Staatsexamen war er zunächst als Referent beim Bundesverband des Deutschen Güterfernverkehrs tätig, bevor er 1994 in das Eisenbahn-Bundesamt wechselte.
Im EBA nahm Dernbach verschiedene Funktionen wahr, unter anderem im Justitiariat und als Leiter des Referates für die Gefahrgutaufsicht sowie der Stabsstelle für Fahrgastrechte und Tarifaufsicht. Um 2005 war er Leiter des Referats 33 („Zulassung Kesselwagen, Überwachung Gefahrgut-/Atomtransporte“). Bis 2023 war er acht Jahre lang Leiter der Abteilung 5 des EBA, in der die Bereiche Planfeststellung, Umwelt und Fahrgastrechte angesiedelt sind. Er wurde am 1. September 2023 in das Amt des EBA-Präsidenten eingeführt. Dernbach folgte Gerald Hörster nach, der altersbedingt in den Ruhestand wechselte. Dernbach kündigte an, EBA-interne Prozesse zu verschlanken und Synergien zu heben.

## Sonstiges
Dernbachs Vater und Großvater hatten bereits bei der Bahn gearbeitet, sein Vater – ebenfalls Jurist – war dabei Mitglied des letzten Vorstandes der Deutschen Bundesbahn vor der Bahnreform.
Er arbeitete während seines Studiums als Lkw-Fahrer und betrieb dies bis 2023 als Hobby. Er fuhr auch gelegentlich Reisebus und hat einen Fachkundelehrgang zum Führen eines Busunternehmens abgeschlossen.
Seit 2023 ist Dernbach Mitglied im Herausgeberkreis der Eisenbahntechnischen Rundschau.
Dernbach ist verheiratet und Vater eines Sohnes. Zu seinen Hobbys gehören Wandern, Spazierengehen, Fahrradfahren und Singen. Dernbach übernahm im Jahr 2000 die Leitung des Männergesangsvereins „Frohsinn“ in Elz.